# 伊藤遼
伊藤 遼（いとう りょう、1994年6月27日 - ）は、日本テレビのアナウンサー。

## 来歴
埼玉県さいたま市出身。 身長172 cm。 左利き。
埼玉県立春日部高等学校、明治大学情報コミュニケーション学部卒業。
2017年、日本テレビ入社。同期入社は伊藤大海・後呂有紗・佐藤梨那。 入社して、主に各番組のスポーツコーナーを担当する。
2022年3月末には、新型コロナウイルスに感染。 同年4月11日の『news every.』に復帰した。
2023年3月24日、当日放送の『スッキリ』において那須どうぶつ王国からの中継にオードリーの春日俊彰と出演していたが、その際に当施設との事前打ち合わせに反して春日がペンギンが飼育・展示されているエリア内の池に3度にわたり故意に転落し、放送の終盤において現地にいる春日・伊藤が土下座で謝罪し、伊藤がペンギンに危害がなかったことを伝えたが、その後施設側が日本テレビへ厳重に抗議する事態となった。

## 人物
伊藤大海とは同姓であって、血縁関係では無いが、お互い親交が深い。
ラジオ局の元アナウンサーの母と、テレビ局の現役アナウンサーの叔父の影響で、アナウンサーは身近な職業であった。高校では放送部、大学時代にはアナウンス研究会に所属しており、「第30回NHK大学放送コンテスト」ではアナウンス部門で本選に進出した。仙台放送アナウンサーの伊藤瞳は3学年年下で実妹に当たる。
アニメファンで、『ZIP!』で声優を取り上げるなどした際には、興奮を押さえきれてない様子が見てとれ、『ZIP!』の公式YouTubeチャンネルにはアニメについて熱く語る動画がアップされている。それが高じて日本テレビ製作のアニメ作品である『ワンダーエッグ・プライオリティ』のネット配信番組や『擾乱 THE PRINCESS OF SNOW AND BLOOD』の制作発表記者会見などで司会を任されている。

## 出演番組
太字は出演中。
- ZIP!
  - 全曜日フィールドキャスター（2017年10月2日 - 2018年9月28日、2019年4月1日 - 9月27日）
  - 月 - 水曜フィールドキャスター（2018年10月1日 - 2019年3月27日）
  - 月・火曜フィールドキャスター（2019年9月30日 - 2020年4月7日）
  - 火・木曜フィールドキャスター（2020年4月14日 - 9月24日）
  - 大町怜央の代理（2022年2月10日）
  - 山﨑誠の代理（2023年2月20日）
  - 北脇太基の代理（2024年8月6日・10月22日・23日・29日・30日・12月2日）
- アイキャラ4 - 進行
- スポーツ中継
- のとく番〜アイは世界を繋ぐ〜（2018年12月1日） - 進行アシスタント
- news every.
  - 月〜水曜スポーツキャスター（2020年9月28日 - 2023年3月29日）[11]
  - 山﨑誠の代理（2024年6月25日・26日・7月31日）
- Oha!4 NEWS LIVE - キャスター
  - 金曜担当（2021年4月2日 - 10月1日、2024年10月4日 - ）
  - 梅澤廉の代理（2021年9月16日）
  - 澁谷善ヘイゼルの代理（2021年11月1日）
  - 伊藤大海の代理（2025年2月20日）
- NNNニュースサンデー（2021年5月16日 - 、2022年度から毎年8月最終週日曜「24時間テレビ 愛は地球を救う45」の日のみ担当。）
- ヒルナンデス!
  - 篠原光の代理（2021年10月21日）
  - 後呂有紗（ニュースコーナー）の代理（2023年3月6日）
  - 田中毅（ニュースコーナー）の代理（2023年5月17日）
  - 木曜ニュースコーナー担当（2024年4月4日 - ）
  - 佐藤真知子（ニュースコーナー）の代理（2024年6月4日）
- news zero（2022年1月31日・2月1日・7日・8日・14日・15日・21日・22日・28日）- 山本紘之の代理
- スッキリ（2022年7月25日 - 27日・9月8日・9日、2023年2月13日・14日）- 森圭介の代理
- ズームイン!!サタデー
  - 水谷隼・蛯原哲の代理（2022年8月13日）
  - 梅澤廉の代理（2023年10月28日、2024年3月16日）
  - ニュースキャスター（2024年4月6日 - ）
  - 蛯原哲の代理（2024年10月19日）[12]
- バゲット（2022年9月14日・15日）- 平松修造の代理
- Going!Sports&News
  - 笹崎里菜（ニュースコーナー）の代理（2022年9月17日）
  - 杉野真実（ニュースコーナー）の代理（2022年10月30日）
  - 畑下由佳（ニュースコーナー）の代理（2023年9月10日、2024年7月28日、2025年3月2日）
  - 大町怜央の代理（2023年10月1日）
- 真相報道 バンキシャ!（2022年10月2日 - ）- ニュースキャスター
- DayDay. - 「FOCUSニュース」・「BUZZ today」
  - 月 - 水曜担当（2023年4月3日 - 5月31日）
  - 水 - 金曜担当（2023年6月7日 - 2024年3月29日）
- シャカレキ!〜社会歴史研究部〜 - ナレーター
- NNNストレイトニュース
  - 日曜担当（2023年6月18日 - 2024年3月31日、シフト勤務）
  - 郡司恭子の代理（2024年5月2日）
  - 矢島学の代理（2024年8月11日）
  - 森富美の代理（2024年8月17日）
  - 藤田大介の代理（2024年10月31日、2025年2月10日・13日）
- NNNニュース&スポーツ（2024年1月2日）- キャスター

### テレビアニメ
- 中間管理職トネガワ 第20話 Bパート（2018年11月20日、地下労働者）

### 劇場アニメ
- 鹿の王 ユナと約束の旅（2022年、商人）
- 劇場版シティーハンター 天使の涙（2023年、船着き場の男）